# Alchemilla fulgens
Espèce
Classification phylogénétique
Alchemilla fulgens, l'alchémille éclatante, est une espèce de plante herbacée vivace rustique, rhizomateuse, au port étalé, de la famille des Rosaceae. 
Elle est originaire des Pyrénées.

## Caractéristiques

### Feuillage
Ses feuilles sont arrondies et duveteuses, et présentent des lobes peu profonds, au nombre de 7 à 9.

Les feuilles sont bleu-vert sur le dessus et vert argenté au revers.

### Floraison
Cymes de fleurs jaune verdâtre s'épanouissant de juin à août.

### Taille
Environ 30 cm de haut pour 25 cm de diamètre.